# Satellite Award/Auteur Award
Der Auteur Award wurde im Jahr 2005 von der International Press Academy (IPA) als besondere Auszeichnung für den individuellen Ausdruck und den persönlichen Einfluss von Filmemachern auf die Filmindustrie geschaffen. Die Trophäe ähnelt dem Satellite Award und wurde als solche ebenfalls vom dalmatinischen Bildhauer Ante Marinović geschaffen. Am Sockel eingraviert befinden sich sowohl der Name des Preisträgers als auch das Jahr der Auszeichnung.
Die IPA definiert einen Auteur als einen Filmemacher, dessen einzigartige Vision zusammen mit einem unverwechselbaren künstlerischen Einfluss auf die Filmproduktion in einem persönlichen und wiedererkennbaren Stil seiner Filme sichtbar wird.

## Preisträger Auteur Award

### 2005–2009
| Jahr | Preisträger     | Begründung                                                                         |
| ---- | --------------- | ---------------------------------------------------------------------------------- |
| 2005 | George Clooney  | Für Good Night, and Good Luck. und eine vielversprechende Zukunft als Filmemacher. |
| 2006 | Robert Altman   | Für einen echten Visionär.                                                         |
| 2007 | Julian Schnabel | Für Schmetterling und Taucherglocke.                                               |
| 2008 | Baz Luhrmann    | Für unverwechselbaren Stil und Tiefe seiner Werke.                                 |
| 2009 | Roger Corman    | Für fantasievolle Spezialeffekte und abgedrehte Handlungsstränge.                  |

### 2010–2019
| Jahr | Preisträger        | Begründung                                                                          |
| ---- | ------------------ | ----------------------------------------------------------------------------------- |
| 2010 | Alex Gibney        | Für seinen furchtlosen Einsatz als Regisseur und Produzent von Dokumentarfilmen.    |
| 2011 | Peter Bogdanovich  | Für seine Bücher über das Innenleben der Filmindustrie und Filmschaffende.          |
| 2012 | Paul Williams      | Für seinen künstlerischen Einfluss als herausragender Komponist und Musiker.        |
| 2013 | Guillermo del Toro | Für sein vielseitiges Talent, die Grenzen zum Übernatürlichen zu durchbrechen.      |
| 2014 | Martyn Burke       | Für seine Wanderungen zwischen den Welten von Belletristik, Dokumentation und Film. |
| 2015 | Robert M. Young    | Für seine zielgerichtete Leidenschaft, einen Film zu schaffen.                      |
| 2016 | Tom Ford           | Für einen richtungsweisenden, trendigen Modernisten.                                |
| 2017 | Greta Gerwig       | Für ihr Multitalent als Filmregisseurin, Drehbuchautorin und Schauspielerin.        |
| 2018 | Ryan Coogler       | Für kreative Vision und einzigartige Kunst.                                         |
| 2019 | Edward Norton      | Für seine einzigartige Kontrolle über die Filmproduktionselemente.                  |

### Ab 2020
| Jahr | Preisträger         | Begründung |
| ---- | ------------------- | --- |
| 2020 | Emerald Fennell     | Für eine außergewöhnliche Filmemacherin, die brillant Drehbuch, scharfsinnig Regie und erfolgreich Schauspiel beherrscht |
| 2021 | Lin-Manuel Miranda  | Für den mehrfach preisgekrönten Komponisten und Texter von erfolgreichen Musicals                                        |
| 2022 | Martin McDonagh     | Für seine Arbeiten am Film The Banshees of Inisherin                                                                     |
| 2023 | Yorgos Lanthimos    | Für sein hoch gelobtes, mehrfach nominiertes und ausgezeichnetes, surrealistisches Filmdrama Poor Things                 |
| 2024 | F. Javier Gutiérrez | Für eine einzigartige Kontrolle über die Filmproduktionselemente                                                         |

## Special Achievement Award

### 1999–2005
Zwischen 1999 und 2005 wurde alle zwei Jahre der Special Achievement Award an herausragende Persönlichkeiten im Umfeld der Filmindustrie verliehen. Die letzte derartige Auszeichnung, die George Clooney für seine Leistung als Auteur erhielt, begründete seitens der IPA den neu geschaffenen Auteur Award.
| Jahr | Preisträger     | Begründung                                                                                        |
| ---- | --------------- | ------------------------------------------------------------------------------------------------- |
| 1999 | Dale Olson      | Für einen bedeutsamen und hochgeschätzten PR-Agenten namhafter Schauspieler.                      |
| 2001 | Meir Fenigstein | Für herausragende Leidenschaft und Engagement für israelische Filme und das Israel Film Festival. |
| 2003 | Peter Dinklage  | Für sein herausragendes Talent.                                                                   |
| 2005 | George Clooney  | Für einen Auteur.                                                                                 |